# 真喜志康永
真喜志 康永（まきし やすなが、1960年5月3日 - ）は、沖縄県沖縄市出身の元プロ野球選手（内野手）・野球指導者（コーチ）。選手としては近鉄バファローズに所属した。

## 来歴・人物
沖縄高校を卒業後、社会人野球の東芝に進むと、途中で投手から転向した遊撃手としての高い守備力が注目されるようになる。1985年の都市対抗野球ではレギュラーで準優勝。翌年は補強選手でベスト8。1986年のプロ野球ドラフト会議で近鉄バファローズに3位で指名され、契約金と年俸それぞれ4,500万円、520万円（いずれも推定）で契約を結び入団。
1987年は前年のレギュラーだった村上隆行の負傷もあって4月10日の開幕戦に遊撃手として先発出場し、村田兆治から本塁打を放つという華々しいデビューを飾る。7月にはジュニアオールスターゲームに最年長で参加し、三塁打を含む2安打を記録して敢闘賞を受賞。村上の打撃が不振だったシーズン後半には再び一軍でスタメン起用されるようになった。
1988年は村上が外野手にコンバートされ、安達俊也とレギュラーを争いながら遊撃手としてレギュラークラスとなる。7月5日の対阪急ブレーブス戦（西京極）では、9回同点の1死1・3塁の場面で相手投手の山田久志がピッチアウトした球に飛びついて決勝スクイズを決めるなど出番を増やしていき、10.19の両試合を含む（第2試合ではホームランを放っている）76試合にスタメン出場を果たしている。
1989年は米崎薫臣が入団してライバルが増えたが97試合に先発出場し、日本シリーズでも全試合にスタメンで起用された。同年オフの契約更改では年俸が78％増の2,560万円（推定）となっている。その後は水口栄二、吉田剛らの台頭で徐々に出場機会が減少。
1993年オフには200万円減の年俸1,650万円（推定）で契約を更改した。
1994年は一軍での出場がなく、同年で現役を事実上引退し、そのまま近鉄で一軍守備走塁コーチを務めた。
2004年に近鉄とオリックスが合併しオリックス・バファローズが誕生すると、新監督の仰木彬からコーチ就任を要請され、2007年まで一軍守備走塁コーチを務めた。
2008年より、かつての同僚である梨田昌孝が監督に就任した北海道日本ハムファイターズの一軍内野守備コーチを担当。その後、2012年は二軍内野守備コーチを務めた。
2013年より再びオリックス・バファローズに復帰し、一軍内野守備走塁コーチを務め、2015年限りで退任。
2015年10月13日、2016年から梨田が監督を務める東北楽天ゴールデンイーグルスに、一軍内野守備走塁コーチとして在籍することが発表された。2018年からは二軍育成コーチを務めていたが、一軍では6勝19敗1分と最下位に沈み、守備や走塁にも細かなミスが目立っていたため、4月30日の試合終了後から立石充男と入れ替えになる形で一軍内野守備走塁コーチに配置転換された。6月16日に、最下位の責任を取って梨田が辞任し、一軍ヘッド兼打撃コーチの平石洋介が監督代行に就任。これまでは一塁ベースコーチも務めていたが、平石の補佐役としてベンチ専従となった。その後、2019年は一軍ヘッドコーチ、2020年は育成総合コーチ、2021年・2022年は再び一軍ヘッドコーチを務め、2022年限りで退任した。
2022年12月26日、台湾プロ野球の楽天モンキーズのコーチに就任した。
2023年11月13日、日本プロ野球の楽天に復帰し、2024年からは育成総合コーチを務めることが発表された。

## 詳細情報

### 年度別打撃成績
| 年 度     | 球 団     | 試 合 | 打 席 | 打 数 | 得 点 | 安 打 | 二 塁 打 | 三 塁 打 | 本 塁 打 | 塁 打 | 打 点 | 盗 塁 | 盗 塁 死 | 犠 打 | 犠 飛 | 四 球 | 敬 遠 | 死 球 | 三 振 | 併 殺 打 | 打 率 | 出 塁 率 | 長 打 率 | O P S |
| --------- | --------- | ----- | ----- | ----- | ----- | ----- | -------- | -------- | -------- | ----- | ----- | ----- | -------- | ----- | ----- | ----- | ----- | ----- | ----- | -------- | ----- | -------- | -------- | ----- |
| 1987      | 近鉄      | 77    | 136   | 122   | 12    | 18    | 1        | 0        | 2        | 25    | 6     | 2     | 1        | 8     | 1     | 5     | 0     | 0     | 28    | 2        | .148  | .180     | .205     | .385  |
| 1988      | 近鉄      | 112   | 246   | 221   | 26    | 42    | 11       | 1        | 3        | 64    | 14    | 3     | 1        | 13    | 0     | 12    | 0     | 0     | 39    | 1        | .190  | .232     | .290     | .521  |
| 1989      | 近鉄      | 113   | 337   | 295   | 35    | 75    | 14       | 3        | 7        | 116   | 30    | 2     | 3        | 18    | 1     | 22    | 0     | 1     | 37    | 5        | .254  | .307     | .393     | .700  |
| 1990      | 近鉄      | 35    | 64    | 57    | 6     | 10    | 2        | 0        | 2        | 18    | 3     | 0     | 1        | 3     | 0     | 4     | 0     | 0     | 8     | 1        | .175  | .230     | .316     | .545  |
| 1991      | 近鉄      | 3     | 1     | 1     | 0     | 0     | 0        | 0        | 0        | 0     | 0     | 0     | 0        | 0     | 0     | 0     | 0     | 0     | 0     | 0        | .000  | .000     | .000     | .000  |
| 1993      | 近鉄      | 30    | 33    | 28    | 1     | 5     | 2        | 0        | 0        | 7     | 0     | 0     | 0        | 1     | 0     | 4     | 0     | 0     | 5     | 1        | .179  | .281     | .250     | .531  |
| 通算：6年 | 通算：6年 | 370   | 817   | 724   | 80    | 150   | 30       | 4        | 14       | 230   | 53    | 7     | 6        | 43    | 2     | 47    | 0     | 1     | 117   | 10       | .207  | .256     | .318     | .573  |

### 記録
初記録
- 初出場・初先発出場：1987年4月10日、対ロッテオリオンズ1回戦（藤井寺球場）、8番・遊撃手として先発出場
- 初安打・初本塁打・初打点：同上、4回裏に村田兆治から3ラン

その他の記録
- 新人の開幕戦本塁打 ※史上10人目[19]

### 背番号
- 12（1987年 - 1994年）
- 89（1995年 - 2012年、2021年 - 2022年）
- 84（2013年 - 2015年）
- 74（2016年 - 2020年）
- 78（2023年）
- 87（2024年 - ）